# Монтіселло (Іллінойс)
Монтіселло (англ. Monticello) — місто (англ. city) в США, в окрузі Піатт штату Іллінойс. Населення — 5941 особа (2020).

## Географія
Монтіселло розташоване за координатами 40°2′1″ пн. ш. 88°34′27″ зх. д. / 40.03361° пн. ш. 88.57417° зх. д. (40.033545, -88.574111).  За даними Бюро перепису населення США в 2010 році місто мало площу 9,92 км², з яких 9,85 км² — суходіл та 0,08 км² — водойми.

## Демографія
Згідно з переписом 2010 року, у місті мешкало 5548 осіб у 2332 домогосподарствах у складі 1573 родин. Густота населення становила 559 осіб/км².  Було 2492 помешкання (251/км²).
Расовий склад населення:
| - 97,6 % — білих - 0,6 % — азіатів - 0,5 % — чорних або афроамериканців - 0,1 % — корінних американців |

До двох чи більше рас належало 1,1 %. Частка іспаномовних становила 0,9 % від усіх жителів.
За віковим діапазоном населення розподілялося таким чином: 24,1 % — особи молодші 18 років, 57,0 % — особи у віці 18—64 років, 18,9 % — особи у віці 65 років та старші. Медіана віку мешканця становила 42,7 року. На 100 осіб жіночої статі у місті припадало 90,8 чоловіків;  на 100 жінок у віці від 18 років та старших — 88,7 чоловіків також старших 18 років.
Середній дохід на одне домашнє господарство  становив 85 269 доларів США (медіана — 71 859), а середній дохід на одну сім'ю — 102 058 доларів (медіана — 86 439). Медіана доходів становила 54 931 долар для чоловіків та 39 948 доларів для жінок. За межею бідності перебувало 5,8 % осіб, у тому числі 9,9 % дітей у віці до 18 років та 7,1 % осіб у віці 65 років та старших.
Цивільне працевлаштоване населення становило 2767 осіб. Основні галузі зайнятості: освіта, охорона здоров'я та соціальна допомога — 34,4 %, роздрібна торгівля — 10,5 %, виробництво — 10,2 %.